# Piotr Ciesielski
Piotr Ciesielski (ur. 19 maja 1978 w Ostródzie, zm. 21 grudnia 2011 w Ghazni w Afganistanie) – polski żołnierz, starszy kapral Wojska Polskiego, poległ podczas wykonywania zadania bojowego w czasie X zmiany Polskich Sił Zadaniowych ISAF w Afganistanie, pośmiertnie awansowany na stopień młodszego chorążego.

## Życiorys
Piotr Ciesielski urodził się 19 maja 1978 r. w Ostródzie.

### Przebieg służby wojskowej
W 2000 r. rozpoczął służbę wojskową jako żołnierz zasadniczej służby wojskowej w 2 Ośrodku Szkolenia Kierowców w Ostródzie, następnie pełnił służbę w tej jednostce jako żołnierz nadterminowy. W 2005 r. jako żołnierz zawodowy otrzymał przydział służbowy do Morąga, gdzie pełnił służbę w 16 Brygadzie Zmechanizowanej. Od listopada 2008 r. był dowódcą sekcji w 20 Bartoszyckiej Brygady Zmechanizowanej. W 2011 r. uczestniczył w X zmianie w Polskim Kontyngencie Wojskowym w Afganistanie, to była jego pierwsza misja będąc w Zespole Odbudowy Prowincji (PRT). Zadaniem jego była ochrona specjalistów zajmujących się budową infrastruktury i pomocą lokalnej ludności.

### Śmierć, pochówek
21 grudnia 2011 w godzinach porannych w północnej części prowincji Ghazni doszło do ataku na polski patrol, w którym uczestniczył. W wyniku ataku poległo pięciu żołnierzy, w tym starszy kapral Piotr Ciesielski. Polegli żołnierze ochraniali specjalistów z zespołu odbudowy prowincji (PRT). W trakcie powrotu z Mauzoleum Abdur Razzaq (w tym mieście doglądali budowy parku dla mieszkańców) pod pojazdem MRAP (Mine Resistant Ambush Protected) typu M-ATV eksplodował silny improwizowany ładunek wybuchowy. Na miejsce zdarzenia natychmiast wezwano śmigłowce ewakuacji medycznej (MEDEVAC). Do wsparcia patrolu skierowany został również inny patrol wykonujący zadania w południowej części prowincji Ghazni. 22 grudnia 2011 r. w bazie Ghazni w Afganistanie odbyła się uroczystość pożegnania pięciu żołnierzy, w tym Piotra Ciesielskiego. W uroczystości uczestniczył premier Donald Tusk oraz minister obrony narodowej Tomasz Siemoniak. 24 grudnia 2011 r. odbyła się ceremonia pogrzebowa młodszego chorążego Piotra Ciesielskiego w Ostródzie, w której uczestniczyli m.in. minister obrony narodowej Tomasz Siemoniak, gen. brygady Jarosław Mika, dowódca 20 Bartoszyckiej Brygady Zmechanizowanej. Miał 33 lata. Pozostawił żonę Annę i dwie córki. Pośmiertnie został awansowany do stopnia młodszego chorążego i odznaczony Krzyżem Kawalerskim Orderu Krzyża Wojskowego oraz Gwiazdą Afganistanu.

## Awanse
- starszy kapral – ?

(...)
- młodszy chorąży – 2011 (pośmiertnie)[3]

## Ordery, odznaczenia i wyróżnienia
- Krzyż Kawalerski Orderu Krzyża Wojskowego – 2011 (pośmiertnie)[8][3]
- Gwiazda Afganistanu – 2011 (pośmiertnie)[3]

i inne